# 대한민국 예비군
대한민국 예비군(大韓民國 豫備軍, 영어: Republic of Korea Reserve Forces, ROKRF)은 평상시에는 사회 생활을 하다가 유사시(有事時)에 소집되는 대한민국 국군의 예비군으로, 동원 및 지역예비군으로 분류된다. 무장공비(武裝共匪, armed communist guerrilla)의 공세와 대남 유격에 대처 및 지역 방위 체제를 확립하기 위하여 조직되었으며, 지원자와 특정 연령을 넘지 않은 전역한 장병을 그 대상으로 하였다.
대한민국 예비군은 1949년 일시적으로 설치되었다가 동년 8월에 해체되었으나, 1968년 1월 21일 김신조 등의 1·21 사태를 계기로 대한민국 예비군이 부활하여 현재에 이르고 있다.

## 개요
- 1949년 대한민국 육군에서는 보조 전력으로서 상설 예비군 조직인 호국군을 잠시 운용한 바 있다. 호국군은 동년 8월 해체되기 시작하였고 6.25 전쟁 도중에 정규군과 완전히 통합되었다. 그 후 1961년 12월 '향토예비군설치법'이 제정되었지만 예산 등의 문제로 당시에는 부대 편성까지 이르지 않았다가 북한에서 1·21 사태로 무장 공비를 보내서 남북 관계가 악화된 1968년 4월 1일에 창설되었다.
- 2023년 동원훈련 보상비: 82,000원
- 2023년 식비: 8,000원/1식. 공무원 여비규정을 준용한다. 교통비도 8,000원. 단 식비는 8시간 훈련 때만 지급된다.
- 현재 소대장으로 선발될 경우 연 100,000원의 보수가 추가로 지급된다.
- 동미참 훈련의 훈련 입소 시간이 08:00에서 09:00로 1시간 늦춰져, 퇴소 시간도 1시간 늦춰진 18:00시로 변경되었다.
- 2011년 동미참 훈련의 경우, 성과에 해당되는 우수부대 선정제도를 시행 훈련시간을 1시간 일찍 끝내주는 제도가 도입되었다. 훈련생의 10~20% 범위내에 우수부대 대원을 선발한다.
- 동원훈련 기간이 종전 2박 3일에서 2020년부터는 3박 4일로 늘어날 계획이었으나, 2024년 현재까지 그대로 2박 3일이다.
- 보충역은 예비군에 있어 동원지정이 되지 않는다.
- 현역병에서 전역하거나 보충역에서 소집해제(전역의 의미)하더라도 이후 사법시험을 합격하여 사법연수원을 수료하면 예비군훈련을 받을때의 보직이 법무장교(중급참모에 해당)로 분류되어 간부전역자들과 섞여서 간부교육을 따로 받는다.
- 보충역 중 기초군사교육을 받지 않는 경우[1]
- 기초군사교육을 받지 않았다면, 예비군에 편성되지 않고 바로 민방위대에 편성된다.

1. 1991년 이후 출생자 중 정신과 질환사유로 신체등위 4급 보충역에 편입된 사람.
2. 1991년 이후 출생자 중 문신 또는 자해로 인한 반흔 등의 사유로 4급 판정을 받은 사람 중 정신과 3급이 포함된 사람.
3. 같은 병명으로 치유기간 6개월) 이상 반복 귀가(퇴영 포함) 되거나 기타 부득이한 사유로 교육소집이 곤란하다고 인정되어 교육소집 제외 심사위원회 심사 결과 교육소집 제외 대상자로 결정된 사람.
4. 그 외 이미 사관학교 등에서 퇴교된 경우 퇴교 전에 교육기관에서 받은 군사훈련기간이 기초군사교육 기간을 넘을 때[2]
5. 현역병 복무 중 보충역에 편입된 사람.
6. 그 밖에 이미 교육소집을 마친 사람.

## 주요 임무
- 전시·사변 기타 이에 준하는 국가 비상 사태 하에서 현역군 부대 편성이나 작전 수요를 위한 동원에 대비.
- 적이나 무장 공비의 침투 또는 무장 난동이 있거나 그 우려가 있는 지역 안에서 적이나 무장 공비의 소멸과 무장 난동을 진압.
- 중요 시설 및 병참선을 경비.
- 기타 '민방위기본법'에 의한 민방위대 업무의 지원 업무를 수행한다.

## 역사
- 1948년 11월 20일 대통령 이승만은 호국군이라는 예비 전력을 편성하여 운영했다. 그러나 1949년 4월 폐지했다.
- 1961년 향토예비군설치법이 발의되다.
- 1968년 4월, 1월 21일의 1·21 사태를 계기로 박정희 대통령의 지시로 예비군을 설치하였다.
- 1968년 5월 전국의 지역, 직장 예비군에 무기가 지급되면서 예비군은 현저하게 강화되어 있다. 1969년에는 동원 예비군 (당시 갑호 부대)과 일반 예비군 부대로 구분되어 편성이 되었다. 1971년 예비군의 교육과 훈련을 군에서 전담하면서 전력 강화는 가속화되어 갔다.
  - 서울과 농어촌 등 취약 지구를 중심하여 전투 예비군을 편성 강화시켜갔으며, 특히 도서 지역을 중심한 해군 관할 지역의 예비군의 지휘는 해군이 담당하게 하였다. 국내 연안을 취항하는 선박을 중심으로 선박 예비군과 어민 예비군을 조직케 하여 안전 어로와 해상에서의 대공 태세를 강화하여 갔다.
  - 동시에 소부대 전투훈련과 군경 합동 작전에 참가하는 동시에 사단 단위의 기동 훈련에 직접 공동으로 편입되어 방어만이 아닌 적극적인 전투 전술 위주의 공격 능력을 양성하기에 이르렀다.
- 장비면에서도 군에서 보유하고 있던 구형의 M1 카빈 소총, M16A1 소총뿐만 아니라 국산 소화기(小火器)와 중화기(重火器)로 장비를 보강하였다. 최신식 통신 장비와 기동 장비, 그리고 포(砲)까지 보유하여 점차로 장비의 신형화와 중무장의 준비를 갖추게 되었다. 그리고 예비군 중대를 단위로 한 소규모의 충실하지 못하면서 도처에 산재하고 있던 훈련장을 통합하여 연대 병력이 동시에 훈련할 수 있는 큰 규모의 종합 훈련장을 전국의 중요 도시에 신설하여 교육 훈련의 내실과 효율화를 기하게 되었다.
  - 또한 전력 강화의 일환으로 부사관 출신의 우수한 예비군을 특별히 선발하여 일정 기간 육군보병학교에 입교시켜 훈련을 필한 후에 예비역 장교로 임명하고 있다.
- 1981년 해군[3]·공군의 예비군도 육군과 같이 동원 및 일반 예비군으로 편성·조정하였고 장비의 현대화, 훈련의 효율성 제고와 함께 복무 연한과 연훈련 시간이 점차 단축되고 있다.
- 1988년에는 동원 예비군을 제1전투군, 일반 예비군을 지역 전투군으로 재편하여 훈련 연한제를 도입하였으며 생활 안정·사기 진작을 위해 동원·임무 수행·교육 훈련 중 사망·부상의 경우 현역에 준하는 보상 제도가 마련되었다.
- 예비군 창설 이후 1988년까지는 전역 시기와 관계없이 35세까지였으나 1989년부터는 33세까지 복무하는 '복무 연령제'가 실시되었다.
- 1994년 이후부터 현재까지 전역 후 8년 동안 복무하는 '복무 연한제'가 실시되고 있다.
- 2018년 어휘개편에 따라 '향토'라는 어휘가 빠지고 '지역-'으로 개편되었다.

## 복무 기간
- 여기서 연차라 함은 전역한 다음해를 1년차로 본다.
  - 즉, 2015년 1월 전역자부터 2015년 12월 전역자 모두 2016년부터 예비군 1년차가 된다.
- 예비군에 있어, 정규 학교[4]에 재학(휴학 제외) 중인 자는 학교에 소속된 학생예비군으로 1년에 8시간, 하루 1회 기본훈련만 받으면 된다.
- 한편 민방위대 1~2년차는 연간 1회 4시간 현장교육, 그 이후 4년차까지는 2시간 사이버교육, 그 이후 40세까지는 1시간씩 역시 사이버교육 받는다.
- 질병으로 인한 예비군과 민방위 훈련 면제는 일반진단서로도 가능하다. 징병검사에 따른 신체등급 4급 보충역에 해당되면 예비군 동원훈련에서 제외되며, 5급 전시근로역에 해당되면 예비군에서 완전히 면제된다. 한편 6급 병역면제에 해당되면 예비군은 물론 민방위대에도 면제된다.
- 민방위대는 병무청이 아닌, 소방방재청과 각 구청의 소관이다. 면제서류는 동사무소에 제출한다.
- 현재 병으로 군복무한 자원의 경우 전역 후 8년 동안 복무하는 '복무 연한제'가 실시되고 있다.
- 전역 이후 1년차부터 4년차까지는 동원 지정자는 연간 28시간(2박 3일 입소), 동원 미지정자의 경우 연간 8시간x4일로 출퇴근하며 훈련을 받아야 한다.
- 그 후 5년차와 6년차는 경우에 따라 차이가 있으나 기본 훈련(8H 1회)과 작계 훈련(6H 2회)을 합해 연간 20시간의 훈련을 받는다.
- 이후 7년차와 8년차에는 실제 훈련이 없다.
- 8년차 이후에는 40세까지 민방위대에 편입된다.
- 장교로 군복무한 자원은 전역 이후 1년차부터 6년차까지 연간 28시간(2박 3일 입소)가 되며 전역한 계급으로 진급한 날짜로부터 일정 기간에 도달하면 예비역 진급심사 자격이 부여된다.
  - 예비역 병이 장교로 진급된 경우, 예비역 진급심사가 통과될 경우 모든 면에서 진급한 이후의 계급을 가진 장교와 같은 자원으로 분류되며 연간 28시간(2박 3일 입소)훈련은 3년이 늘어난다.
- 현역병 출신의 경우
  - 전역 당년은 예비시간 (훈련 없음)[5]
  - 1~4년차는 동원 훈련(동원 지정자) / 동미참 훈련(동원 미지정자)
  - 5~6년차는 기본훈련 / 작계훈련
  - 7~8년은 예비시간이며, 실제 훈련은 없다.
- 보충역병의 경우 (하사 이상 간부의 경우 보충역으로 전역되면 예비군에 편성되지 않는다)
  - 이후 예비시간에는 실제 훈련은 없다.
  - 현역 복무 중 보충역으로 변경된 자의 경우 병만 육군 1111 소총으로서 전역 당시 계급 소속이다. 하사 이상 간부의 경우는 제외한다.
  - 2009년부터 동원 미지정자로 지정된다.
  - 1~4년차는 동미참훈련, 5~6년차 기본훈련 및 작계훈련을 받는다.
- 역종에 관련없이, 총 예비군 활동시간은(실제 훈련시간은 이보다 적은 연 8(정규학교 재학)~28(4년차까지의 동원훈련 미지정자)시간이다)
  - 1~4년차(병)나 1~6년차(하사 이상 간부): 100시간
  - 5~8년차: 66시간(현역 동원지정자), 또는 68시간(현역 동원미지정자, 보충역)
  - 위에 언급된 훈련시간 외의 나머지 시간은, 7~8년 차와 마찬가지로 실제로 훈련이 없는 빈 시간이다.
- 한편 하사 이상 간부의 예비군 복무 기간은 계급 정년에 따라 최소 하사는 40세까지이나, 전역 이후 6년 간 병과 똑같이 연간 1회 2박 3일(28시간) 동원훈련만 받으면 끝이다. 예비군에 소속되어 있는 동안은 민방위대에 편성되어 있지 않아 민방위대 훈련은 없다. 민방위대 편성 기간은 평시의 경우 40세, 전시의 경우 50세이므로, 전역 이후 오직 6년 간 동원훈련만 받으면 되는 것이다.
  - 또한 현역에 20년 이상 근무한 경우 본인 지원에 의하여 예비역으로의 전역 없이 바로 퇴역하여 민방위대로 편입할 수 있다. 반대로 연령정년에 도달한 경우나 여군의 경우에는 본인 지원에 의하여만 예비역으로 편입된다. 여군은 기본적으로는 바로 퇴역됨은 물론 민방위대로도 편성되지 않는다.[6]
  - 본인의 지원에 의함은 오직 장교와 준사관(준위), 부사관에 한한다. 병으로는 병역법에 의하여만 징집되는 것이다.
  - "제대군인지원에 관한 법률"에 따르면" "제대군인"이란 "병역법" 또는 "군인사법"에 따라 군 복무를 마치고 전역·퇴역·면역·상근예비역 소집해제한 사람을 말한다.[7]
  - 장교·준사관(준위) 또는 부사관으로 전역한 사람에 한하여, "장기복무"는 10년 이상 현역으로 복무한 경우를 말하며, "중기복무"란 5년 이상 10년 미만 복무한 경우를 말한다. 그 이하로는 의무복무기간을 포함한 단기복무로 본다.
- 전시, 사변, 그 밖에 이에 준하는 국가비상사태에서 예비역 병과 보충역 병인 경우 전시의 병역의무 연령인 45세까지 편성대상이 된다.

## 조직 및 편성

### 동원 부대
동원 부대는 상비 부대에 비해 주요 직위자의 계급이 1~2계급씩 낮다. 또한 동원 부대는 상비 부대와는 달리 완편이 아닌 감편이며 나머지 인원은 전원 예비군 편제이다.
- 동원 군단장: 동원전력사령관 소장
- 동원 사단장: 준장
- 동원 연대장: 중령 또는 대령
- 동원 대대장: 소령
- 동원 중대장: 위관급 장교(소위, 중위, 대위)
- 동원 소대장: 없음(예비역 부사관 또는 예비역 병장 편제)
- 동원 부대 주임원사: 주임상사 상사
- 동원 부대 행정보급관: 없음(예비역 중사 보직.)

### 동원 훈련
- 동원 훈련은 전쟁 발발 시에 예비 전력을 동원한다는 가정 하에 실시하는 훈련이다. 예비군 중 1~4년차 동원 지정 예비군이 받으며 이날 훈련 대상자들은 지정된 장소에 도착하여 동원 부대에서 2박 3일(28H)간 숙식을 하면서 훈련을 받는다. 다른 훈련들과는 달리 불참시 자동연기가 되지 않으며 연기하려면 사전에 증빙서류를 지참하여 병무청에 연기신청을 해야 한다. 불참 시 바로 벌금이 부과된다.

(소집 연기신청의 경우 동원예비군은 병무청에 신청하고, 이후 새로 부과된 훈련에 대해 재연기하고자 하는 경우 소집통지서를 확인하여 훈련을 부과한 병무청 또는 동대에 신청하면 된다.)
- 동미참 훈련은 예비군 중 1~4년차 동원 미지정 예비군들이 지역 예비군 훈련장에서 8시간씩 연속 4일 간 출퇴근하며 총 32시간 받는 훈련을 말한다.
- 기본 훈련은 예비군 중 5~6년차 예비군들이 지역 예비군 훈련장에서 총 1일만 8시간 동안 기초적인 군사 훈련을 받는 예비군 훈련을 말한다.
- 작계 훈련은 지역 예비군 중대에서 전시에 관할 지역을 방어하는 것을 전제로 하는 훈련으로 예비군 중 5~6년차가 소속 예비군 중대에서 6시간 동안 받는다. 전반기와 후반기로 나뉘어 각각 1회씩 1년에 2회를 받는다.

### 예비군의 우선 순위
- 병

1. 1~4년차 동원 지정 예비군 (즉 동원훈련. 현역 출신 중 학생 제외)
2. 5~6년차 동원 지정 예비군 (즉 동미참훈련. 현역 출신 중 학생 제외)
3. 1~4년차 동원 미지정 예비군 (즉 동미참훈련. 현역 출신 중 학생과 기초군사교육을 받은 보충역필[8])
4. 5~6년차 동원 미지정 예비군 (즉 동미참훈련. 현역 출신 중 학생과 기초군사교육을 받은 보충역필[8])
5. 7~8년차 예비군 (현역 출신, 보충역필 공통. 실제로 별도 훈련은 받지 않음)

- 간부 (하사 이상)

1. 1~6년차 동원 지정 예비군 (즉 동미참훈련. 현역 출신자에 한함. 학생 제외)
2. 1~6년차 동원 미지정 예비군 (그래도 동원훈련. 마찬가지로 현역 출신자 중 학생 등 동원 미지정자. 그러나 2박 3일(28시간)의 동원훈련은 동일하다)
3. 7~8년차 예비군 (마찬가지로 현역 출신에 한하나, 공통적으로 별도 훈련은 받지 않음)

### 동원 예비군
- 1~4년차 현역 출신인 '예비역' 중 대학이나 특수직장(교사 등)에 종사하지 않는 사람을 대상으로 1년에 1회 '동원훈련'을 시행한다.
- 이들은 전시나 사변과 같은 사유로 예비군 동원령이 내려졌을 때에 소집되어 상비 사단의 전력 증강을 위해 편성되거나, 전체 정원의 일부만 현역으로 운용되는 동원 사단, 향토 사단에 편성된다.
- 또는 전시 창설 부대나 각 단위 전투 부대의 사상자를 대신한 보충 전력으로 활용된다.

#### 동원 응소시간
1. 동원명령 발령 지역 및 인접 시·군·구에 있는 경우: 동원명령 발령 후 6시간
2. 그 외의 육상 지역에 있는 경우: 동원명령 발령 후 24시간
3. 섬 지역에 있거나, 어선 등에 승선하고 있는 경우: 동원명령 발령 후 48시간

### 예비군
- 예비군에는 지역 예비군과 직장 예비군이 있다. 이 중 지역 예비군은 지역 예비군 중대(일명 동대, 면대)으로 편성되며 작계 지역의 지역방위 사단 예하 보병대대가 관리한다.
- 1~4년차 예비군 중 동원 지정되지 않은 자원과 예비군 지정 5~8년차의 예비군을 대상으로 한다.

직장 예비군
직장에 소속되어 있는 직원이나 고용원 중 예비군 편성 대상자를 말하며 직장장이 관리한다.
대학 직장 예비군
대학교에 재학 중인 학생, 교직원, 고용원 중 예비군 편성 대상자를 말하며 대학 총장이 관리한다.
어민 예비군
어업을 생업으로 하는 동력 어선 선주 및 승선원과 지구별 수산업 협동조합 직원 중 예비군 편성 대상자를 말하며 수산업 협동조합장이 관리한다.
선박 예비군
지방 해양청 직원 및 해양청에 등록된 선박의 선원 중 예비군 편성 대상자로서 지방 해양청장이 관리한다.

#### 지역 예비군의 편제
- 지역 예비군의 경우 원사와 준장을 제외한 전 군인 계급이 편성된다.
- 지역 예비군 중대 본부
  - 지역 방위 소대
    - 지역 방위 분대

  - 기동 타격 소대
  - 중화기 소대

#### 지역 예비군의 화기
- 소총: M16A1, K-2 소총 - M1 카빈은 2014년부터 M16A1으로 대부분 대체했으며, 이후 2030년까지 K-2 소총으로 대체할 예정
- 유탄발사기: M79, M203
- 기관총: LMG30, M60E2
- 무반동총: 57mm, 90mm, 106mm
- 박격포: 60mm, 81mm

#### 그 외 경찰서 등에 추가로 구비된 화기
- 리볼버 권총
- M1 카빈
- K1A 기관단총
- LMG30 기관총 , M60E2 경기관총[10]
- 수류탄

#### 지역 예비군의 구성원
- 경찰관(경찰공무원), 전투경찰, 청원경찰,예비군, 상근예비역으로 구성된다.

예비군의 감면, 면제, 보류대상

#### 예비군 지휘관과 계급
- 지역 및 직장예비군부대 지휘관

1. 여단장·연대장: 예비역 또는 퇴역 대령
2. 대대장: 예비역 또는 퇴역 중령
3. 지역중대장(일반직 군무원 5급) 및 직장중대장: 예비역 또는 퇴역 소령
4. 기동대장(일반직 군무원 6급): 예비역 또는 퇴역 대위

- 예비전력관리기구

1. 일반직 군무원 4급: 예비역 또는 퇴역 중령
2. 일반직 군무원 5급: 예비역 또는 퇴역 소령
3. 일반직 군무원 6급 이하: 예비역 또는 퇴역 대위·준위·부사관

#### 지역 예비군을 관리하는 부대 목록
동원 예비군은 당연히 동원부대 소속 예비군이며, 아래는 지역 예비군을 관할하는 부대를 말한다. 이런 부대는 즉 해당지역에 대한 위수부대(garrison unit)가 되는 것이다. 보통 감편된 지역방위사단(인천과 동해안 지역은 해안경계 상비사단)이 담당하며, 일부 지역(이른바 '전방'이라 부르는 곳)은 군단 직할 예비군관리연대/대대가 편성되어 있기도 하고, 지역 특성상 해군이나 해병대가 담당하기도 한다. 일반적인 상비사단과 동원사단은 위수임무와 거리가 있기에 아래 목록에 포함하지 않는다.

##### 육군

###### 동원전력사령부
대한민국 예비군을 총괄하는 부대이며 군단급이지만 지휘관은 보병 소장 보직이다.

###### 수도방위사령부
- 제52사단: 서울(한강 이남[11])
- 제56사단: 서울(한강 이북[12])

###### 지상작전사령부
- 수도군단
  - 제17사단: 인천(강화, 옹진 제외), 김포(고촌읍, 시내 동지구), 부천
  - 제51사단: 경기도 서남부[13](김포, 부천 제외, 옹진군 영흥면 포함)
- 제1군단: 고양, 파주
- 제5군단: 포천, 가평, 철원
- 제6군단: 동두천, 양주, 의정부, 연천
- 제2군단: 춘천, 화천
- 제3군단: 양구, 인제, 속초, 고성, 양양
  - 제23경비여단: 강릉, 동해, 삼척
- 사령부 직할
  - 제55사단: 경기도 동남부[14](구리, 남양주, 양평 포함)
  - 제36사단: 위의 지역과 철원을 제외한 나머지 강원도 지역

###### 제2작전사령부
- 제31사단: 광주, 전남
- 제32사단: 대전, 세종, 충남
- 제35사단: 전북
- 제37사단: 충북
- 제39사단: 경남(양산, 창원시 진해구 제외)
- 제50사단: 대구, 경북(경주 일부, 포항, 울릉 제외)
- 제53사단: 부산, 울산, 양산

##### 해군
- 진해기지사령부: 창원시 진해구

###### 해군작전사령부
- 제1함대: 울릉
- 제2함대
  - 인천해역방어사령부: 옹진(서해5도, 영흥면 제외)
- 제3함대
  - 제주기지전대: 제주특별자치도

###### 해병대사령부
- 제2사단: 김포(양촌읍, 통진읍, 대곶면, 월곶면, 하성면), 강화
- 제6여단: 옹진군 대청면, 백령면
- 제9여단: 제주특별자치도
- 연평부대: 옹진군 연평면
- 교육단: 경주(감포읍, 강동면, 양남면, 양북면), 포항

##### 공군
- 공군교육사령부
  - 제27예비단: 지역 및 신분 불문 공군 동원 예비군 총원 및 공군 동미참 예비역 장교

###### 공군작전사령부
- 공중전투사령부
  - 제10전투비행단: 수도권 공군 동원 예비군 총원 및 공군 동미참 예비역 장교(27예비단 2교육대)
  - 제38전투비행전대: 전라북도 지역 공군 동미참 예비역 부사관/병
- 공중기동정찰사령부: 수도권 공군 동원 예비군 총원 및 공군 동미참 예비역 장교(27예비단 2교육대)
  - 제3훈련비행단: 경상남도 지역 공군 동미참 예비역 부사관/병

### 지역 예비군
- 지역 예비군 중대장은 5급 일반직 군무원이며 육군 및 해병 전투병과 출신 예비역 소령급 장교들을 대상으로 선발 시험을 치러 선발한다.
- 지역 예비군 중대 예하의 소대장은 중대 내의 예비군 중에서 선발되며 이때 장교, 부사관과 병[15] 출신의 순으로 우선 순위를 두나 이는 중대장의 재량에 달려 있다. 소대장으로 임명이 되면 연간 약 10만원 정도의 향방 소대장 수당이 지급되고 대체 소집을 통해 동원 훈련 또는 동미참 훈련이 면제된다.
- 예비군만으로 독립된 부대를 구성할 수 있다.[16]
  - 지역 예비군의 경우

1. 연대·대대·지역대: 시·군·자치구 단위. 다만, 국방부장관이 필요하다고 인정하는 경우에만 설치한다.
2. 중대: 동·읍·면 단위
3. 소대·분대: 통·리 단위

### 직장 예비군
- 직장 예비군의 경우에는 규모에 따라 직장 예비군 연대(예: 서울대학교 직장 예비군 연대), 직장 예비군 대대, 직장 예비군 중대 등으로 편성되고 지휘관은 부대 규모에 맞게 각각 예비역 대령, 중령, 소령, 대위가 맡는다.
- 예비군만으로 독립된 부대를 구성할 수 있다.
  - 직장 예비군의 경우

1. 여단: 7,201명 이상
2. 연대: 1,601명 ~ 7,200명
3. 대대: 401명 ~ 1,600명
4. 중대: 81명 ~ 400명
5. 소대: 41명 ~ 80명
6. 분대: 9명 ~ 40명

## 직제와 특기

### 예비군의 직책
예비군 훈련을 하면서 지정되는 직책은 다음과 같다.
- 예비역 병

소총수, 기관총사수, 기관총 부사수, 유탄수
- 예비역 병 중 "본인의 지원에 의하지 아니하고 임용된 하사"로 지정된 경우[17]

부소대장, 소대장, 행정보급관
- 예비역 부사관

소대장, 행정보급관, 부중대장, 참모부 담당관
- 예비역 장교 (중위)

소대장(1년차의 경우에 한함), 부중대장, 참모, 중대장(편제 상에만 존재하는 중대), 부대대장(예비역 대위 및 예비역 소령이 아무도 없을 경우에 한함)
- 예비역 장교 (대위, 소령)

참모, 부대대장
- 계급과 상관없는 예비역[18]

참모

### 군사특기
- 2012년부터 병과에 따른 주특기번호가 개편되었다.
- 육군
  - 일반 장교 3자리(끝자리가 0), 군의장교 4자리
  - 준위 및 부사관 3자리(일반장교 3자리에서 끝자리로 세분화).
    - 준위와 부사관 모두 공통의 주특기번호를 가지나, 각각 고유로 갖는 것도 있음.
    - 부사관 중 특전통신, 화기, 의무, 정작 특기의 경우 병의 경우와 마찬가리로 기본 3자리 끝에 추가 3자리를 덧붙인다.

  - 병 6자리
    - 준위 및 부사관의 특기 기본 3자리 끝에 추가 3자리를 덧붙인다.
    - 병 특수자격 중 외국어 자격(16개), 특수자격(39개), 전환복무자 및 카투사 전역자 특기도 개편되었다.

## 예비역 진급 심사
예비군 중에서 현역 시절 하사 이상 간부로 군복무를 이행한 인원에 대해서 일정 기간이 지나면 상위 계급으로 1회 진급할 수 있는 기회가 주어지며 예비역 진급 심사를 통해 진급한 인원에 대해서는 해당 계급으로 전역한 사람과 같은 대우 및 같은 자원으로 분류되며 병적증명서도 변경된다.
단, 병의 경우 직책이 소대장일 경우에 소대장의 임무를 수행할 때만 하사 계급을 부여한다. 하지만 이는 매우 드문 사례로 어지간하면 전문하사로 전역한 예비역에게 소대장 직책을 준다.
예비역 진급 심사 대상이 되는 계급은 주석의 내용과 같다. 단 학사장교같이 늦게 임관한 자원의 경우(8월 1일 이후 임관자) 그 다음해에 임관한 자원과 같이 진급할 수 있다. 다만 예비역 진급 심사에 통과하면 그해부터 추후 3년 동안 예비군 훈련을 추가로 받아야 한다.

### 장교
- 중위 → 대위: 중위로 진급한 날짜로부터 6년 경과된 예비역 중위.
- 대위 → 소령: 대위로 진급한 날짜로부터 7년 경과된 예비역 대위. 이 경우 예비군 동대장을 할 수 있는 자격이 주어진다.
- 소령 → 중령: 소령으로 진급한 날짜로부터 7년 경과된 예비역 소령.
- 추천 대상: 예비역 소령으로의 진급을 추천 받을 수 있는 대상은 직장 예비군 지휘관이면 가능하다.

### 부사관
- 중사 → 상사: 중사로 진급한 날짜로부터 12년 경과된 예비역 중사.

## 병역 거부자 처벌
예비군 훈련에 불참시 병역법과 향토예비군법에 따라 동원 훈련은 6개월 이하의 징역, 200만원 이하의 벌금, 일반 훈련은 1년 이하의 징역, 200만원 이하의 벌금을 물게 된다.
- 동원 훈련의 경우 1회 불참시 즉시 고발된다.
- 그 외의 훈련은 기본 훈련, 1차 보충, 2차 보충 세 번의 기회가 있으며 2차 보충까지 불참 시 고발 조치된다.

## 논란과 비판
예비군 훈련에 대한 문제점으로는 생계 지장, 턱없이 낮은 훈련비, 시설 미비와 안전관리 허술, 민주화 운동과 시위 진압 등이 지적된다.

### 여비에 대한 문제
2012년 10월의 국정감사에서도 예비군 훈련 참가자에게 지급하는 경비가 실제 사용 액수에 비해 크게 부족한 것으로 나타났다. 턱없이 부족한 예비군 여비에 대한 문제는 오랫동안 지적되어 오다가 2012년의 국회 국정감사에 처음 지적되었다.
국회 국방위원회 김형태 의원(무소속 포항 남·울릉)은 10월 22일 국방부 국정감사에서 예비군 훈련 참여를 위해 본인이 훈련 경비를 부담하는 것은 현실적으로 맞지 않다고 지적했다. 김 의원은 이스라엘의 경우 사회봉급 수준으로 보상비를 지급하고 있지만 우리나라는 예비군 참가자가 평균 1만2870원의 교통비를 쓰지만 지원액은 4000원으로 이는 실제 소요되는 교통비의 30% 수준에 불과하다고 밝혔다. 또한 김형태 의원은 예비군에 비해 추가 훈련을 실시하는 특전예비군에 대한 보상도 미흡하다고 말했다. 특전예비군은 1박2일의 입영훈련과 향방작전훈련을 실시하는 등 일반예비군에 비해 훈련강도가 높으나 보상은 동일해 형평성에 맞지 않다고 지적했다.
김형태 의원은 “예비군 훈련 참가자에게 지급하는 보상비가 유가인상과 관련 교통비 등 실비가 비현실적이다”라며 “최소 1일 노임 단가 수준의 보상이 필요하다”라고 말했다. 이어 그는 “예비군훈련 참가자 보상비의 현실화가 필요하다. 훈련 참석을 위해 소요되는 경비 정도는 국가가 부담해야 한다”고 강조했다.
이후 2025년 상반기 기준 교통비 8000원, 중식비 8000원으로 인상되고 동미참훈련비 40000원, 동원훈련비 82000원으로 이전보다 크게 인상되었지만, 여전히 부족한 보상비라는 지적이 많다.

### 민주화 운동 진압에 동원
정부의 예비군 오남용 문제도 지적되었다. 예비군이 군사 독재 정권의 민주화 운동과 노동 운동 진압에 동원된 점이 지적되고 있다. 1968년 예비군이 창설될 당시 개정된 '향토예비군설치법'에 따르면, 예비군의 임무는 무장공비의 침투가 있거나 예상되는 지역에서 활동하는 것으로 국한되어 있다. 1980년 12월의 개정에서는 여러 가지 임무가 추가되었는데, 그 중에서 단연 눈길을 끄는 것은 "무장소요가 있거나 그 우려가 있는 지역 안에서의 무장소요의 진압"이라는 항목이 추가되었다. 이를 두고 성공회대 교수 한홍구는 "경찰력만으로 그 소요를 진압 또는 대처할 수 없는 경우에 한한다"는 단서가 붙어 있기는 하지만, 대규모 대중시위가 무장시위로 발전하는 경우 위수령이나 계엄령 등의 절차를 밟지 않고도 무장한 예비군을 동원하겠다는 것이다.
1991년 5월 9일, 강경대 치사살인사건 이후 학생시위가 격화된 이른바 '분신정국' 시기에 육군 수도방위사령부(수방사)는 예하 부대에 소요진압에 대비한 작전태세를 강화하라는 지시를 내리기도 했다. 그런데 수방사가 청와대 등 특수지역에 대한 경비를 담당하는 3개의 경비단을 제외하고는 대부분 예비군 동원사단으로 편제되어 있었다. 이어 예비군이 소집, 시위대 진압에 투입된다.
강경대 고문 치사 사건 당시 서울 지역의 일부 예비군 동대에는 "소요진압 작전 태세를 강화하고 전 부대는 즉각 출동태세를 유지하라"는 내용의 대외비 공문이 일부 하달되었다. 소요진압 작전에 예비군이 투입되면 동원중대가 출동하게 되며 출동 예비군들은 대간첩작전 때와 마찬가지로 목진지와 차단목을 점령하는 임무를 맡게 되는데, 목진지 차단목에는 주요시설 이외에 네거리 등 주요도로까지 포함돼 있어 시위대를 막거나 주모자를 체포하는 데 얼마든지 사용 가능하다. 이를 두고 한홍구 교수는 '다행히 예비군이 시위진압을 위해 투입되는 불상사는 없었지만, 법률상 시위진압에의 동원이 얼마든지 가능한 채로 예비군을 둔다는 것은 민주국가에서 걸맞지 않는 일이다.'라고 비판했다. 예비군의 민주화 운동과 노동 운동 진압 문제를 두고 일각에서는 예비군의 존재의 목적에 의문을 제기하기도 한다.

### 부족한 실비 논란
예비군 훈련 보상비에 대해서도 턱없이 적다는 문제가 제기되고 있다. 원거리나 교통편으로 이용해야 되는 예비군 대원에 대한 여비가 6시간 작계계 때에는 지불되지 않는 점, 8시간 기본훈련, 6시간 작계훈련 당시 식비를 제외하고는 불과 2천원, 3천원으로 여비나 대중교통 비용으로 부족한 경우도 종종 발생하였다.
2020년까지 예비군 훈련시간이 현재보다 늘어나는 대신 실비 수준인 훈련 보상비를 하루 8만~10만원 수준으로 현실화하는 방안도 추진하기도 했다. 군은 현재 동원훈련 5000원, 향방훈련 9000원인 예비군 훈련 보상비를 실비 수준에서 일당개념으로 전환하기 위해 내년부터 단계적으로 인상하겠다는 방침이 대안으로 제기되었다.
- 2023년 기준 동원훈련(2박 3일. 28H) 보상비는 82,000원, 동미참훈련(1일. 8시간) 보상비는 4만원, 식비(8H 이상 시) 및 교통비(모든 훈련 지급) 각각 8,000원으로 총합 16000원이다.

### 전염병 환자 동원 논란
2009년 5월에는 전염병인 ‘A형간염’ 환자의 예비군 훈련 연기 신청을 거부해 빈축을 사기도 했다.
5월 20일 병무청 등에 따르면 다음달 1일 예비군 동원 훈련을 앞둔 지모씨(대구시 거주)는 지난주 A형간염으로 닷새간 병원 신세를 져야 했다. “퇴원 후에도 절대 안정을 취해야 한다”는 의사 소견에 따라 지씨는 훈련 연기 신청을 위해 진단서를 갖고 병무청을 찾았다. 그러나 병무청은 진단서와 의사 소견서에 ‘2주 이상 치료를 요한다’는 내용이 있어야 한다며 지씨의 훈련 연기 신청을 받아들이지 않았다. 병무청은 예비군 훈련 연기가 가능한 대상을 2주 이상 거동이 불편하거나 감시·보호가 필요한 환자로 규정하고 의료기관이 발행하는 진단서 첨부를 의무화하고 있다. 지씨가 준비한 서류에는 ‘2주 이상 치료를 요한다’는 구체적인 내용이 없었다. 오랫동안 황달 증세가 있고 어지럽고 피곤해 병원에서 처방해준 약을 먹고 있다는 지씨는 “병원 측 소견서에는 분명히 ‘간 수치가 높기 때문에 절대적 안정과 휴직이 필요하며 계속해서 상태를 지켜봐야 한다’고 적혀있다”면서 “심하면 죽을 수도 있는 전염병 환자를 수많은 사람들이 모이는 예비군 훈련장에 오라는 것은 말이 안된다”고 밝혔다.
지씨는 “병원에서도 내가 먹은 음식은 봉지에 싸서 격리 폐기시켰다. 병무청이 신종플루 감염 환자도 소집할지 궁금하다”면서 “아직 우리나라 공무원들은 융통성이 부족하다”고 제도 개선을 촉구했다. 이에 대해 병무청 관계자는 “지씨의 경우 입소일까지 시간이 많이 남아 있었다”면서 “병무청 규정에 합당한 내용이 적힌 진단서를 다시 가져올 것을 요구했을 뿐이다”고 말했다.‘그래도 전염병이라면 규정을 떠나 융통적으로 대처해야 한다’는 지씨의 지적에 대해 이 관계자는 “정말로 위급한 전염병인 경우는 규정을 떠나 기관장의 명령으로 입소를 허락하지 않는다”면서도 “전염병에 걸리면 집단생활이 곤란하고 계속 치료해야 하기 때문에 원칙을 고집하지 않고 탄력적으로 대응할 필요는 있다”고 말했다. 전염병 환자들의 동원, 작계 훈련 입소 등 입소자의 건강 상태 체크에 대한 관리 허술도 문제로 제기되었다.

### 주특기를 고려하지 않은 동원훈련
연천 예비군 훈련장 폭발 사건을 계기로 예비군의 군사 주특기 등을 고려하지 않는 동원지정에 대한 비판여론도 나타났다. 일부 군사 주특기는 상당한 전문성이 요구되는 포사격이었음에도 불구하고, 사고를 당한 예비군 대부분은 포병이 아닌 보병이나 다른 병과 주특기를 가진 사람들이 많았다. 예비군을 교육하는 조교는 현역 1명과 방위병 2명이었는데, 방위병의 경우 포에 대한 지식이 없어 고작 인원점검과 담배피지 말라는 안전교육 이외에는 현장에서 할 수 있는 일이 없었다. 이 사고는 예비군과 관련된 모든 문제를 드러낸 계기가 되었다. 더구나 당시 예비군의 수는 동원 270만, 일반 169만 등 430만에 달해 방대한 행정관리가 요구되고 있었다.
심지어 강남이나 여의도 등 부촌의 경우, 금수저 동네답게 예비역 장교들이 많아서 장교들이 많이 동원훈련장에 모이는데 중위, 또는 대위 전역자임에도 불구하고 장교라는 신분에 주어지는 주특기인 '지휘'를 무시한 채 동원지정을 분대장, 부분대장, 부소대장, 기관총 사수 등 병 또는 부사관 보직으로 지정하는 어이없는 일을 벌이기도 한다. 이런 경우 부중대장이나 부대대장을 늘리거나 대대 지원장교나 중대 운영장교 등의 보직을 새로 만들어 배치해야 함에도 불구하고 장교 자원을 병사로 지정하는, 위계서열을 무시한 짓을 자행한 것이다. 이런 식으로 동원지정을 하면 계급장 자체가 의미 없다.

### 생계 지장에 대한 비판
직장 예비군에 속해 있는 사람들은 예비군 훈련을 하나의 아주 재미없는 휴가 정도로 생각할 수도 있다. 그러나 지역 예비군의 대다수를 차지하는 자영업자나 일용근로자의 경우, 예비군 훈련을 가면 그 날은 완전히 공치는 날이다.
돈 있는 사람들은 일당을 주고 대리출석을 시키기도 하고 훈련담당자에게 뇌물을 주어 훈련을 빠지기도 했지만, 돈 없는 사람들은 몸으로 때워야 하니 참으로 난감한 일이다. 90년대 초반 국방연구원은 예비군 제도로 인해 한창 일할 나이의 사람들이 생산현장에서 유리됨으로써 발생하는 경제적 손실이 1조 3천억 원에 달한다는 연구 결과도 있다.

### 장비 부족에 대한 논란
예비군 훈련 시의 지급할 장비들의 노후화 및 장비들의 열악한 수준 역시 문제점으로 제기되고 있다. 예비군에 지급할 장비 중 보유율이 70%를 넘는 것은 물통과 야전삽 정도에 불과해 예비군 물자 보급 부실이 여전한 것이 문제로 제기되었다. 이는 2011년 9월 21일의 국정 감사에서 집중 공론화되었다.
9월 21일 국회 국방위원회 소속 민주당 신학용 의원은 국방부에서 제출받은 '예비군 장구류 보유 실태'를 보고 이를 지적하였다. 장구류의 전체 보유율은 66%에 그쳤고, 보유율이 70%를 넘는 장비는 허리띠(100%) 야전삽(74%) 물통(71%) 3개에 불과했다. 모포와 천막 보유율은 각각 16%, 19%였고 방독면도 수요 대비 보유량이 46%에 그쳤다.
신학용 의원은 2011년의 국정감사에서 예비군 장비에 대한 지적을 했다. 총기의 경우, 수요 100만8000정을 넘는 122만3000정을 보유했지만 사실상 도태된 카빈이 절반이었고 나머지는 M16 소총이었다. 군은 총기 모두가 사격이 가능하다고 설명하지만, 의원실이 자체 파악한 바에 따르면 상당 수는 너무 낡아 사격에 부적합할 정도로 고장이 났다며 비판하였다.

### 정치적 악용 논란
예비군에게 정신 교육을 빙자하여 특정 정치 이념과 특정 정당의 사상을 주입하는 것도 비판이 제기되어 왔다. 예비군이 설치될 당시부터 예비군의 정치적 이용 문제는 쟁점이 되었다. 그래서 법으로도 예비군의 정치적 이용을 금하고 있지만, 많은 경우 이 법은 사문화되었다. 예비군 훈련, 특히 정신교육 시간에 강사나 교관이 안보를 빙자하여 극우적인 발언을 하는 것은 다반사였지만, 가장 문제가 되었던 사례는 1996년 연세대에서 발생한 '한총련 사태' 직후 국가안전기획부(현 국가정보원) 산하단체가 제작한 예비군 교육용 비디오 사건이었다.
한총련의 실체파라는 제목의 이 비디오는 한총련을 비판하는 데 그치지 않고, 한총련 학생 구속영장을 기각한 판사를 '좌익 동조자'로 몰고 가기까지 했다. 이에 불쾌감을 느낀 대법원 판사들이 안기부와 국방부를 항의방문하기도 했다. 예비군 교육에서 정치적이고 일방적인 교육을 하는 것은 너무나 흔한 일이지만, 이 사건은 대법원이 안기부와 국방부에 강력히 항의함으로써 정치문제가 된 것이다.

### 예비군 효율성 논란
예비군의 인력은 많으나 효율성이 없다는 비판도 있다. 특별한 임무가 없던 예비군에게 어떤 일을 시킬까 궁리하던 정부는 1991년 4월부터 9월까지 예비군을 방범활동에 동원하기도 했다. 당시 '범죄와의 전쟁'이 한창이었는데, 전국적으로 무려 87만 명의 예비군이 동원되어 37명의 범인을 검거하는 전과를 거두기도 했다. 87만 명이 37명의 범인을 검거한 것을 두고 시중에서는 효율성에 대한 의문이 제기되기도 했다.
또한 실제 군사 주특기와는 다른 보직을 주어서 적응하지 못하는 경우도 있고, 현역 복무자가 아닌 상근예비역, 공익근무요원, 현역 복무자 중 비전투 병과에서 복무한 자들에 대한 배려가 적다는 점도 지적되고 있다. 그리고 여비와 식비 외에 일당이 지불되지 않는 점과, 자영업자 등 예비군 참여로 인해 생계에 지장을 초래하는 직종에 대한 배려가 부족한 점도 지적되고 있다.
예비군의 방범대원화를 꾀한 정부의 발상은 우선 향토예비군 설치법에 규정된 예비군 본연의 임무에도 위배될 뿐 아니라, 그 실적에서 보듯이 2개 사단에 육박하는 예비군 2만 3천여 명 당 잡범 1명의 검거라는 비효율의 극치를 보여주었다.

### 신념에 의한 병역 거부자 처벌 논란
예비군 훈련에 대한 신념에 의한 병역 거부자 처리 문제에 대해서도 논란의 여지가 있다. [2001년 비 종교인 오태양의 신념에 의한 훈련 거부는 사회적 이슈가 되었다. 이후 예비군 훈련 거부 문제도 공식 이슈화되었다. 2001년 이전까지 여호와의 증인 등의 종교 신자들이 선택했던 종교적 병역거부는 “완전히 묻힌 이슈”였다. 그러나 2001년 오태양씨가 나서면서 국면이 달라졌다. 오씨의 비종교적 병역거부 선언은 “여호와의 증인 신자란 ‘특수 계층’의 문제로 치부됐던 병역거부가 한국 사회의 주요 쟁점으로 급부상하는 계기”가 됐다.
2001년의 오태양부터 2011년의 병역 거부자인 이준규씨까지 비종교적 병역거부를 공개 선언했던 이들은 50여명(9명 복역중)이다. 해방 이후 병역거부로 수감생활을 해야 했던 여호와의 증인 신자는 16,000여명에 이른다. 총 대신 감옥을 택했던 이들이 한 명씩 늘어나는 동안 적지 않은 변화가 있었다. 병역거부자를 구속해 군사재판에 넘겼던 관행은 불구속 수사와 민간재판으로 바뀌었고, 법정 최고형(3년)을 선고했던 형량도 병역이 면제되는 최소형량(1년 6개월)으로 줄었다. 2002년부터는 병역 및 예비군훈련 거부자를 처벌할 수 있도록 한 병역법 제88조와 향토예비군설치법 제15조를 두고 일선 법원과 개인들에게서 위헌법률심판 제청과 헌법소원이 거듭 제기됐다.

### 훈련자원 관리 허술 문제
2012년 10월 8일에는 한 예비군 동원훈련장 수용인원을 초과한 예비군을 소집해 혼란이 발생한 것과 관련, 예비군 동원훈련 인원 관리의 허점이 있다는 지적이 나오고 있다.
8일 해군 관계자에 따르면 이날 오후 1시께 창원시 진해구 ‘해군의 집’ 앞에 예비군 320여 명이 동원됐지만, 진기사가 당국으로부터 통보받은 훈련 인원은 233명뿐이었다. 이로 인해 입소명단에 없던 예비군 90여 명이 훈련에 참가하지 못해 집단 항의하는 소동이 빚어졌다. 당시 입소하지 못하는 예비군들의 항의가 이어지자, 9전단은 이들 전원에 대해 8시간 동안 훈련을 받게 한 뒤 148명은 부대 내에 숙박을 시키고 귀가를 원하는 126명은 귀가조치시켰다. 8일 오후 1시께부터 4시간가량 경남 창원시 진해구 해군의 집 앞에서 이날부터 동원훈련이 예정됐던 해군 예비군 100여명이 군 당국에 집단 항의했다.
이들의 항의는 일단 병무청과 육군 제39사단 관계자가 현장을 방문해 훈련에 참가하지 못한 예비군들에게 10시간 정도의 훈련시간을 공제해주겠다고 말하면서 끝이 났다.
10월 9일 해군 작전사령부와 작전사령부 예하부대인 9전단에 따르면 9전단의 예비군 수용인원은 233명이지만, 지난 8일 진해기지에 소집된 인원은 274명으로 41명이 초과됐다. 전역한 해군 장교나 부사관 출신으로 알려진 이들은 전국에서 동원훈련을 받기 위해 진해로 왔으나 입소하지 못하자 항의가 더욱 거세졌다.
훈련 인원이 초과된 것은 올해 예비군들을 위한 마지막 동원훈련 시기인데다, 최근 태풍 등의 자연재해로 훈련이 자주 취소되면서 예비군들이 훈련에 불응하지 않고 모두 참가한 때문으로 분석된다. 경남지방병무청 관계자는 “병무청은 예비군 동원훈련과 관련한 업무를 하지 않아 이번 사태에 대해 잘 모르지만, 앞으로 관계기관들 간의 의견조율은 필요할 것으로 보인다”고 밝혔다. 그러나 동원자원 관리 허술과 사후대응 미숙에 대한 비판은 계속되고 있다.

## 사건사고

### 연천 예비군 훈련장 폭발사고 사건
1993년 6월 10일 경기도 연천의 동원 예비군 훈련장에서 포사격 훈련 중 폭탄이 터져 예비군 16명, 현역 4명 등 모두 20명이 숨지고 5명이 중상을 입는 참사가 일어났다. 1개 포반은 보통 8∼9명으로 구성되나 당시 예비군들은 모두 23명이 편성되었으며 안전교육도 제대로 실시되지 않았다. 당시 권영해 국방부 장관은 여단장 이하 간부들을 파면, 구속시켰지만 예비군 훈련의 안전성에 대한 의심과 의혹은 계속되었다.

### 서울 내곡동 예비군 훈련장 총기 난사 사건
2015년 5월 13일 서울특별시 서초구 내곡동의 동원 예비군 훈련장에서 사격훈련 도중 한 예비군이 동료 예비군 4명에게 총기를 난사하여 가해자 포함 3명이 사망하고 2명이 부상을 입은 참사가 일어났다.

## 그 외

### 예비군 폐지론
- 예비군은 출범 초기부터 폐지 주장이 꾸준히 제기되어 왔다.
- 예비군 제도의 폐지는 이미 예비군이 설립되던 해인 1968년 6월 17일 김영삼(金永三) 의원 등 의원 41명은 향토예비군법 폐지안을 발표하였다.[29]
  - 1972년 대선 당시 김대중(金大中) 당시 신민당 대통령 후보가 민방위대와 함께 같이 폐지할 것을 공약으로 내세웠다.
  - 국방개혁 2020 초안에는 예비군은 4년으로 하기로 하였으나, 5년으로 연장되었다.

### 제외, 면제, 상실 대상
예비군은 병역을 필한 자가 모두 받는 것이 아니라 특정 직업군에 속한 자는 예비군 대상에서 제외된다. 그 대상은 다음과 같다. 이들은 정당한 사유로서 예비군 훈련이 불가능한 직업에 종사하는 자들로 동원훈련시 동원불참사유에 법규보류라고 기록된다. 예비군 훈련이 면제되는 것이 아니라 현재 종사하고 있는 업무로 예비군 훈련을 대체하고 있는 것이다. 외국으로 귀화 또는 이민을 하여 대한민국 국적을 상실한 경우에도 포함한다. 대한민국 국적을 상실할 경우 더 이상 대한민국 국민이 아니다.
- 현역 군인
- 현직 경찰관: 군 복무와 동일한 직업군으로 분류되므로 동원훈련에서 제외된다.
- 현직 소방관: 경찰과 마찬가지로 군 복무와 동일한 직업군으로 분류되므로 동원훈련에서 제외된다.** 특히 소방관은 항상 상황대기를 해야만 하는 업무 특성상 동원훈련이 불가능하다는 점도 있다.
- 현직 교도관: 교도관도 군이나 경찰 복무와 동일한 직업군으로 분류됨으로 동원훈련에서 제외된다.
- 현직 정치인: 군복무보다 훨씬 중요한 임무를 수행하기 때문에 동원훈련에서 제외된다. 단, 현직 대통령이나 국회의원 등 선거에 당선해서 활동하고 있는 인원에 한해서이다.
- 철도, 항공 등 교통 관련 직종 종사자: 군인과 같은 직업군에 속하진 않지만 전쟁이 발발할 경우 수송의 임무가 매우 중요하므로 항공과 철도 관련 직종에 종사하는 사람은 해당 직종에만 종사하도록 되어 있다. 특히 민항공기 조종사의 경우 어차피 공군 영관급 장교 출신이다.
- 주한미군 관련 직종 종사자: 주한미군기지 경비업체 직원이나 기지내 시설 종사자로, 전쟁이 발발할 경우에도 기지 운영을 위하여 예비군 훈련에서 제외된다. 대신 미군에서 시행하는 비 전투인력 훈련을 받는다.
  - 이들은 전시 보직이 바로 지금 현재 하고 있는 일이다. 즉 열차 기관사는 전쟁이 발발해도 그대로 종래 직무에 종사한다.
- 외국으로 이민 또는 귀화 하여 대한민국 국적을 상실한 경우. 이때는 대한민국 국민이 아니므로 자연 소멸한다.

## 같이 보기
| - 현역, 보충역, 제2국민역, 병역면제 - 징병검사, 대한민국 병무청 - 군대, 부대 단위, 군인 계급 - 대한민국 국군, 조선인민군, 미국의 군사, 일본 자위대 - 1·21 사태, 호국군, 대한민국 민방위대 - 대한민국의 병역 제도 - 사회복무제도 - 공무원, 대한민국 경찰공무원 및 해양경비안전본부 대원의 계급 목록, 소방관 계급 - (영어) 미군의 예비군 제도 - 로농적위군 - 교도대 - 붉은청년근위대 | - 대한제국군 - 광복군 - 조선인민군 - 신념에 의한 병역 거부 - 예비군 반대 운동 |